# Han Hyo-joo

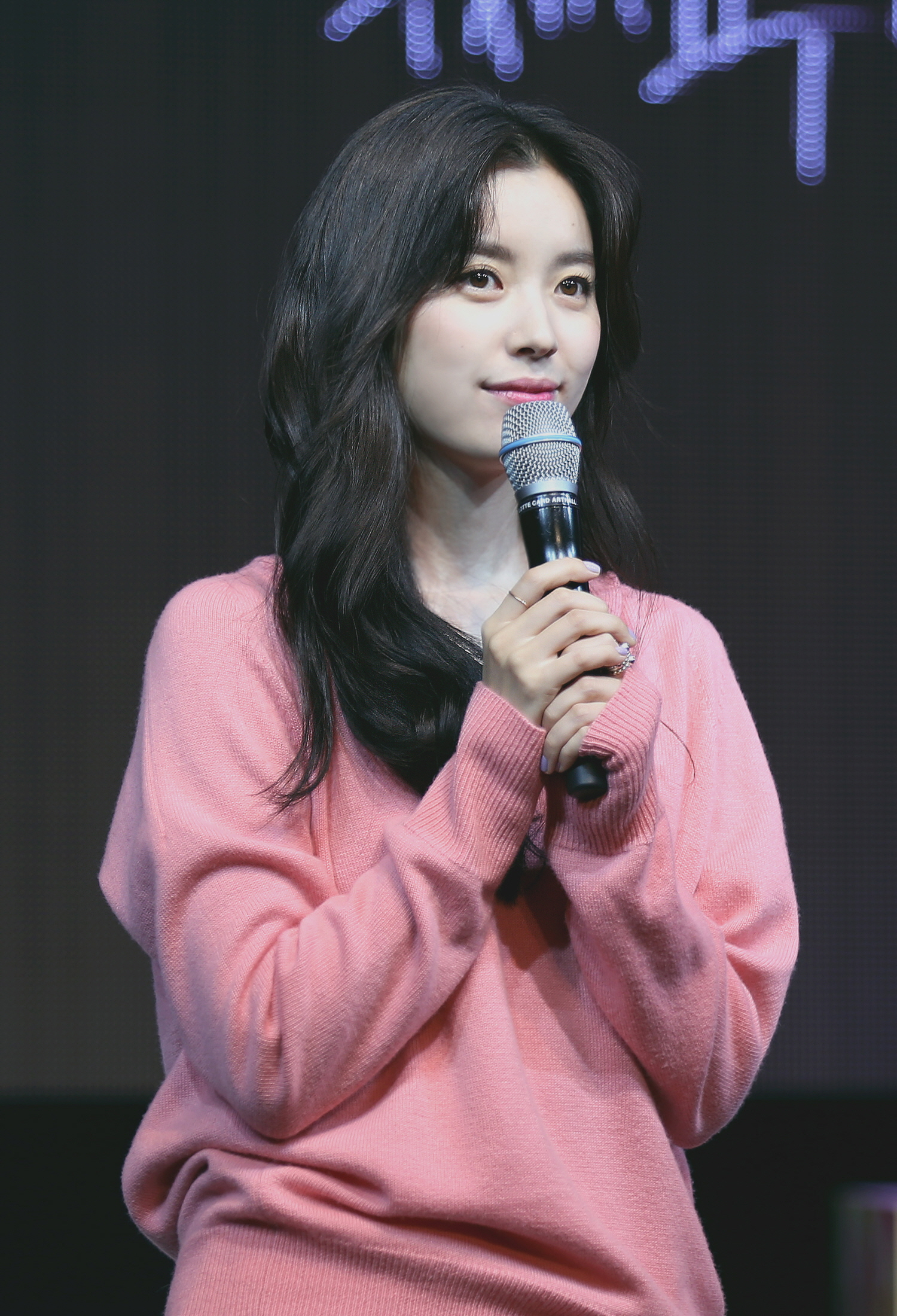
Han Hyo-joo (2017)

Han Hyo-joo (* 22. Februar 1987 in Cheongju, Südkorea) ist eine südkoreanische Schauspielerin. Für ihre Rolle als Agentin in dem Action-Thriller Cold Eyes (2013) wurde sie mit dem Blue Dragon Award und dem Buil Film Award als beste Hauptdarstellerin ausgezeichnet. Seit 2004 war sie in rund zwei Dutzend Film- und Fernsehproduktionen zu sehen.
2019 spielt sie eine der Hauptrollen in der Jason-Bourne-Spinoff-Serie Treadstone.

## Filmografie

### Filme
- 2006: My Boss, My Teacher (투사부일체 Tusabuilche)
- 2006: Ad-lib Night (아주 특별한 손님 Aju Teukbyeolhan Sonnim)
- 2008: Ride Away (달려라 자전거 Dallyeora Jajeongeo)
- 2008: My Dear Enemy (멋진 하루 Meotjin Haru)
- 2009: Heaven’s Postman (천국의 우편배달부 Cheongug-ui Upyeonbaedalbu)
- 2011: Always (오직 그대만 Ojik Geudaeman)
- 2011: Sarang-eul Boda (사랑을 보다)
- 2012: Masquerade (광해: 왕이 된 남자 Gwanghae: Wang-i Doen Namja)
- 2012: Love 911 (반창꼬 Banchangkko)
- 2013: Cold Eyes (감시자들 Gamsijadeul)
- 2014: Miracle Debikuro’s Love and Magic (MIRACLE デビクロくんの恋と魔法)
- 2014: Myohyangsangwan (묘향산관, Kurzfilm)
- 2015: C’est Si Bon (쎄시봉)
- 2016: The Beauty Inside (뷰티 인사이드)
- 2016: Love, Lies (해어화 Haeeohwa)
- 2018: Golden Slumber (골든 슬럼버)
- 2018: Illang: The Wolf Brigade (인랑)
- 2022: Pirates – Der Schatz des Königs

### Fernsehserien
- 2005: Nonstop 5 (논스톱5, MBC)
- 2006: Spring Waltz (봄의 왈츠 Beom-ui Walcheu, KBS2)
- 2007: Like Land and Sky (하늘만큼 땅만큼 Haneul-mankeum Ttang-mankeum, KBS)
- 2008: Iljimae (일지매, SBS)
- 2009: Brilliant Legacy (찬란한 유산 Challanhan Yusan, SBS)
- 2009: Soul Special (KBS Joy)
- 2010: Dong Yi (동이, MBC)
- 2016: W (W – Du gaeui segye)
- 2019: Treadstone
- 2021: Happiness
- 2023: Moving
- 2024: Blood Free